# هاروت کاراپتیان
هاروتیون کاراپتیان (ارمنی: Հարություն Կարապետյան انگلیسی: Harut Karapetyan؛ زادهٔ ۷ آوریل ۱۹۷۲) بازیکن فوتبال در پست مهاجم اهل ارمنستان است.

## باشگاهی
از باشگاه‌هایی که در آن بازی کرده‌است می‌توان به باشگاه فوتبال لس‌آنجلس گلکسی و باشگاه فوتبال سن‌خوزه ارث‌کوئیکز اشاره کرد.

## تیم ملی
وی همچنین در تیم ملی فوتبال ارمنستان بازی کرده‌است. کاراپتیان نخستین بازی ملی خود را که یک بازی دوستانه بود در تاریخ ۴ ژانویه ۱۹۹۷ در وینیا دل مار در مقابل شیلی انجام داده‌است.